# Ценя (Лодзинське воєводство)
Ценя (пол. Cienia) — село в Польщі, у гміні Блашки Серадзького повіту Лодзинського воєводства.
Населення — 212 осіб (2011).
У 1975-1998 роках село належало до Серадзького воєводства.

## Демографія
Демографічна структура станом на 31 березня 2011 року:
|          | Загалом | Допрацездатний вік | Працездатний вік | Постпрацездатний вік |
| -------- | ------- | ------------------ | ---------------- | -------------------- |
| Чоловіки | 108     | 29                 | 69               | 10                   |
| Жінки    | 104     | 22                 | 54               | 28                   |
| Разом    | 212     | 51                 | 123              | 38                   |